# Calendrier solaire
 (juin 2020).
Si vous disposez d'ouvrages ou d'articles de référence ou si vous connaissez des sites web de qualité traitant du thème abordé ici, merci de compléter l'article en donnant les références utiles à sa vérifiabilité et en les liant à la section « Notes et références ».

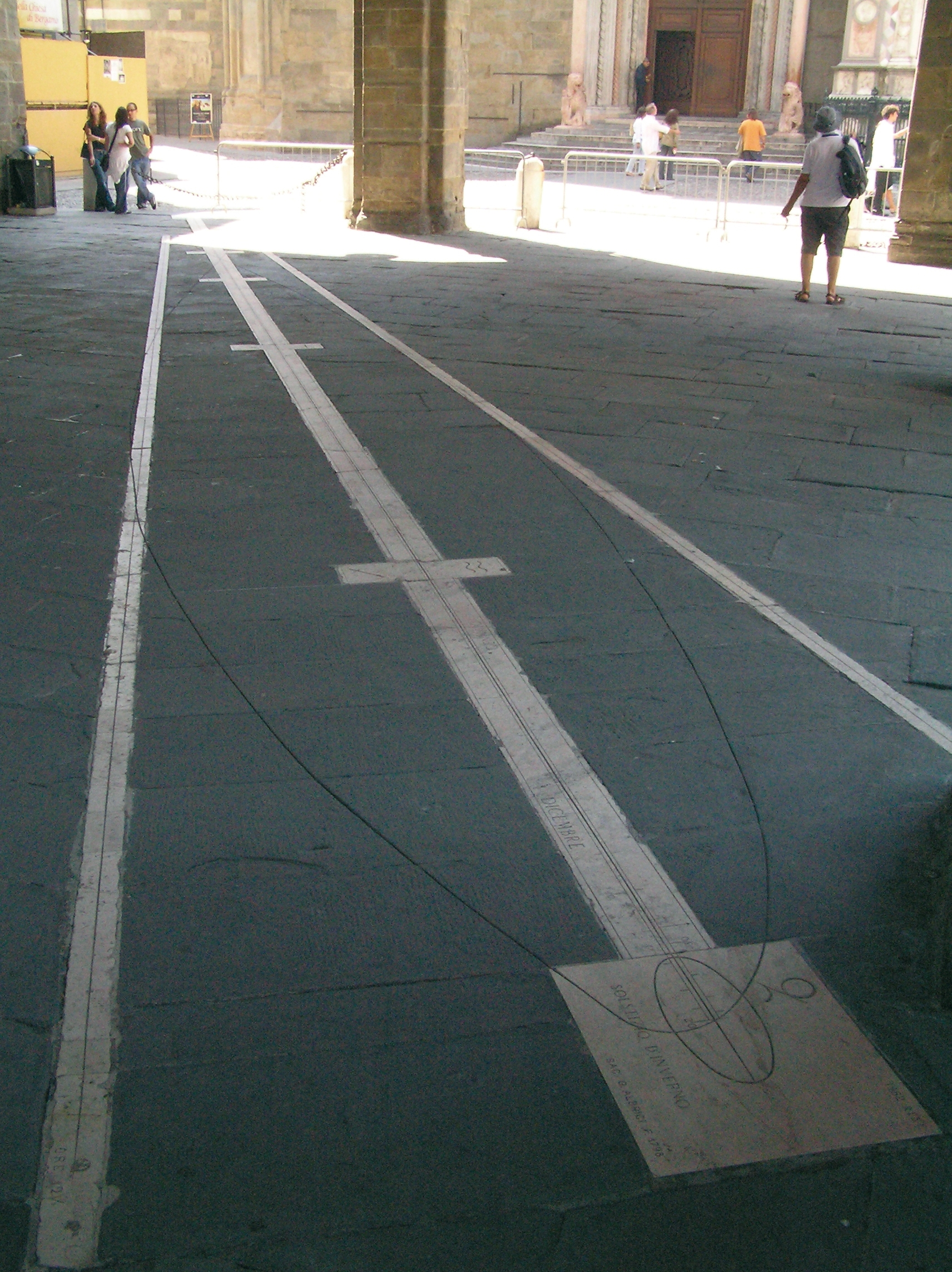
Calendrier solaire. Piazza Vecchia, Bergame.

Un calendrier solaire est un calendrier dont les dates indiquent la position de la Terre sur sa révolution autour du Soleil (ou de façon équivalente la position apparente du Soleil en mouvement sur la sphère céleste).
Les calendriers solaires, qui découpent le temps en fonction des mouvements apparents du Soleil, sont aussi en phase avec les saisons au cours de l’année. Ils sont ainsi adaptés aux besoins des cultivateurs, dont les activités agricoles demandent à synchroniser les cultures avec les saisons : période des semis, gestion des réserves alimentaires entre deux récoltes.